# Saucède
Saucède – miejscowość i gmina we Francji, w regionie Nowa Akwitania, w departamencie Pireneje Atlantyckie.
Według danych na rok 1990 gminę zamieszkiwało 130 osób, a gęstość zaludnienia wynosiła 18 osób/km² (wśród 2290 gmin Akwitanii Saucède plasuje się na 1046. miejscu pod względem liczby ludności, natomiast pod względem powierzchni na miejscu 1265.).